# Obróbka wstępna

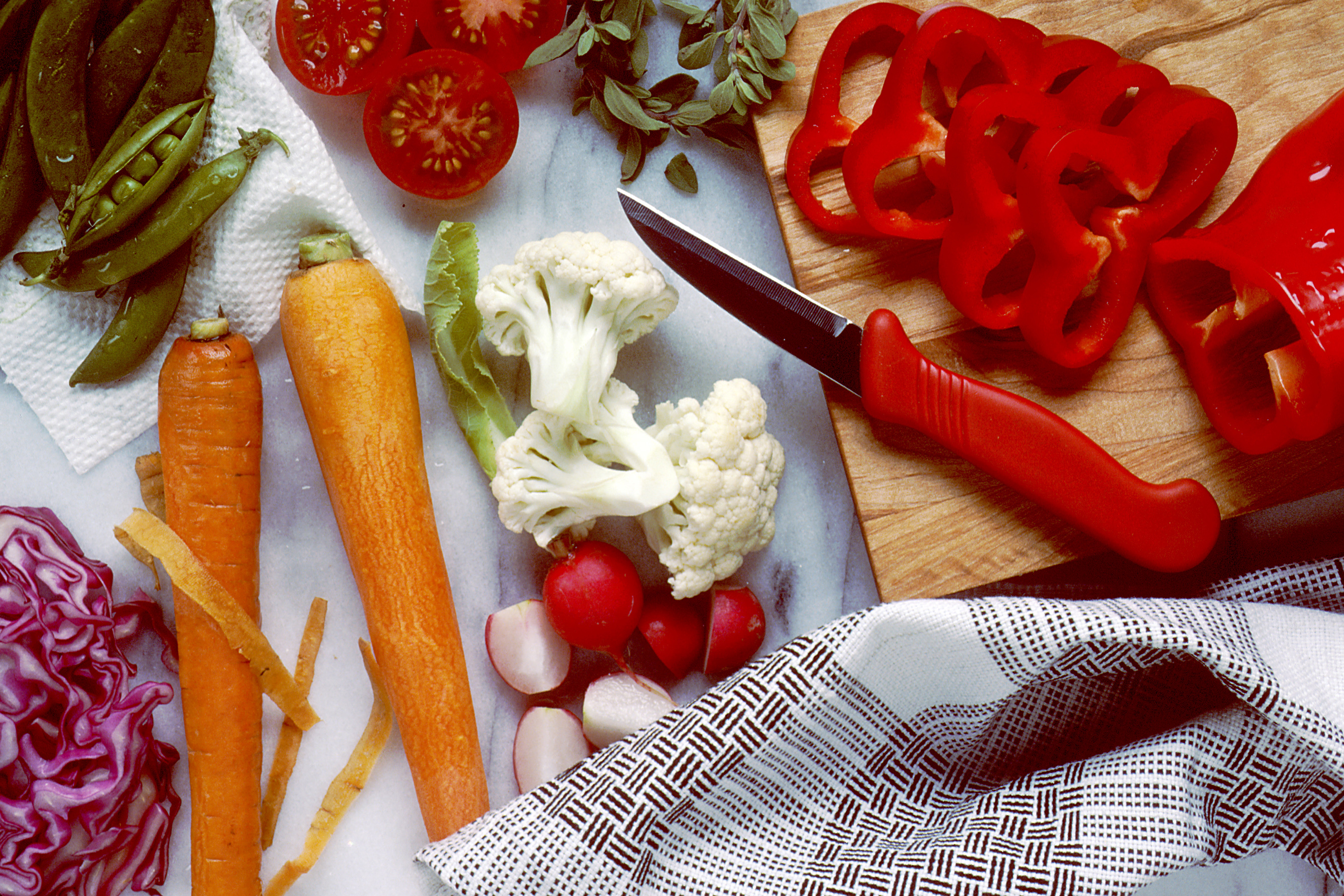
Obróbka wstępna warzyw: porcjowanie, obieranie, szatkowanie i plastrowanie

Obróbka wstępna – pierwsza z dwóch zasadniczych części procesu przygotowywania potraw w gastronomii (drugą jest obróbka cieplna).
Obróbka wstępna ma na celu usunięcie z surowca zanieczyszczeń, części niejadalnych lub zepsutych, a także nadanie mu odpowiedniego kształtu. Najczęściej polega na sortowaniu, rozmrażaniu, myciu, płukaniu, oczyszczaniu, odpierzaniu, patroszeniu, rozdrabnianiu, porcjowaniu i nadawaniu wyrobom formy. W wyniku tej fazy obróbki surowce przekształcają się w półprodukty.